# St. Margareta (Kofferen)

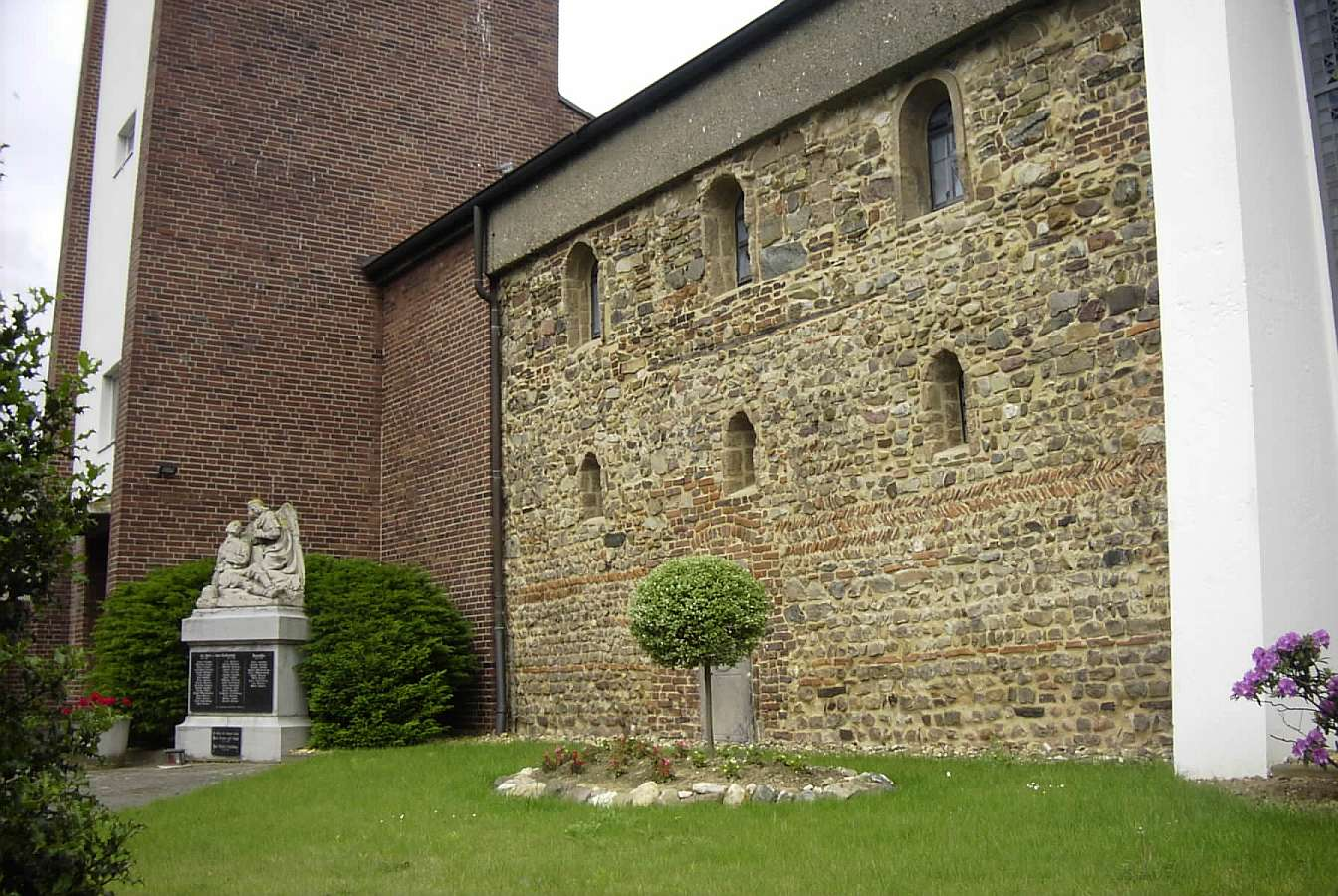
Teilansicht der Kirche

St. Margareta ist eine römisch-katholische Pfarrkirche in Kofferen einem Stadtteil der Stadt Linnich im Kreis Düren in Nordrhein-Westfalen. Die Kirche wurde zwischen 1953 und 1954 nach Plänen von Friedrich Wilhelm Bertram und Elmar Lang erbaut und steht unter dem Patronat der hl. Margareta von Antiochia.

## Geschichte
Bereits im 8. oder 9. Jahrhundert soll es eine Kapelle in Kofferen gegeben haben, was jedoch nicht eindeutig nachzuweisen ist. Ende des 10. Jahrhunderts wurde eine Steinkirche in Formen der Romanik errichtet, die im 12. Jahrhundert erhöht und um ein nördliches Seitenschiff erweitert wurde. Um das Jahr 1500 erhielt das Gotteshaus einen neuen Chor im gotischen Stil. Eine letzte bauliche Veränderung erfuhr diese Kirche mit der Erweiterung nach Westen und dem Neubau des Glockenturmes in den Jahren 1926 bis 1927. 
1944 wurde die romanisch-gotische Kirche durch die Kampfhandlungen in Folge des Zweiten Weltkrieges beschädigt und im Februar 1945 gesprengt und damit fast vollständig zerstört. Lediglich Teile der Südwand aus dem 10./12. Jahrhundert konnten gerettet werden. Diese Wand ist unter Nummer 39 als Baudenkmal in die Liste der Baudenkmäler in Linnich eingetragen.
Die heutige Kirche wurden in den Jahren 1953 bis 1954 unter Einbeziehung der alten Südwand nach Plänen der Aachener Architekten Friedrich Wilhelm Bertram und Elmar Lang erbaut. Die feierliche Kirchweihe war am 15. Mai 1954.
Kofferen ist erst seit 1953 eigenständige Pfarre, zuvor war St. Margareta eine Filialkirche von Glimbach.

## Ausstattung
In der Kirche befindet sich eine überwiegend moderne Ausstattung. Jedoch sind einige alte Figuren und der alte Kreuzweg erhalten. Die Fenster der Kirche entwarf der Künstler Ernst Jansen-Winkeln. Sie wurden im Jahr 1965 in der Kirche eingesetzt. Die Fenster in der romanischen Südwand schufen ein unbekannter Künstler und Halla Haraldsdottir im Jahr 1997. Die Fenster im Chorraum wurden von dem Künstler Fritz Oidtmann 1995 entworfen, der auch der unbekannte Künstler ist, der gemeinsam mit Halla Haraldsdottir die Fenster der romanischen Südwand entworfen hat.
Die Orgel, gebaut von der Orgelbauanstalt Karl Bach aus Aachen, hat 11 Register mit folgender Disposition:
| Pedal C–f1  |        |
| Subbass     | 16′    |
| Gedacktbass | 8′     |
| Offenbass   | 4′ 2f. |

| Manual I C–g3 |    |
| Holzflöte     | 8′ |
| Weidenpfeife  | 8′ |
| Rohrflöte     | 4′ |
| Prinzipal     | 2′ |

| Manual II C–g3 |        |
| Gedackt        | 8′     |
| Prinzipal      | 4′     |
| Nachthorn      | 2'     |
| Zimbel         | 1' 3f. |

- Koppeln: II/I, Sub II/I, I/P, II/P
- Spielhilfen: Freie Komb., Piano, Tutti

## Pfarrer
Folgende Priester wirkten bislang als Rektoren bzw. seit 1953 als Pfarrer an St. Margareta:
- 1930–1934: Ferdinand Heckmanns
- 1934–1936: Alfons Neuenhofer
- 1936–1959: Wilhelm Knott
- 1960–1972: Josef Sieben
- 1973–1981: Joseph Küppers
- 1981–1999: Heinrich Joussen
- 1999–?: P. Horst Heinen
- Seit 2009: Stefan Bäuerle